# Temple protestant de Sainte-Foy-la-Grande
Le temple protestant de Sainte-Foy-la-Grande est un édifice religieux situé 26 rue Louis-Pasteur à Sainte-Foy-la-Grande, en Gironde. Il est rattaché à l'Église protestante unie de France.

## Histoire

### Origines
Les premiers cultes protestants sont attestés à Sainte-Foy-la-Grande depuis 1539-1541. Aymon de la Voye, ministre protestant envoyé par Genève à Sainte-Foy, est supplicié à Bordeaux en 1542. L'Église protestante de Sainte-Foy est organisée en 1558. La Réforme est adoptée par des habitants de Sainte-Foy et un synode provincial s'y déroule en 1561, au point que les protestants sont majoritaires dans les institutions politiques de la ville et que celle-ci est surnommée la « petite Genève du Sud-Ouest ». La région est par ailleurs une terre protestante historique,.
À l'époque, les protestants exerçaient de nombreux métier en lien avec la vigne, la présence de la Dordogne permettant l'exportation du vin, notamment vers l'Angleterre et les Provinces-Unies, pays protestants. Ces liens commerciaux enracinés permirent à des Huguenots d'émigrer lors des persécutions du siècle suivant.
Construite au XIIIe siècle, l'église catholique Notre-Dame est détruite en 1561 par des Huguenots, peu avant les guerres de Religion, lors desquelles la majorité de la population est désormais protestante. Un temple est même inauguré en 1587. Cependant, la défaite des troupes protestantes face aux armées royales sous Louis XIII et les conversions forcées opérées sous Louis XIV retournent la situation : le temple est détruit en 1683 et une nouvelle église, construite au même emplacement que l'ancienne, est achevée en 1686. Tandis que les fortifications de la ville sont rasées, la cloche du temple est réemployée au profit de l'église. Pasteurs et fidèles doivent s'exiler et le culte protestant devient clandestin,.
L'édit de Fontainebleau pris par Louis XIV en 1685 avait annulé la liberté de religion accordée aux protestants par l'édit de Nantes pris par Henri IV en 1598. Des assouplissements des interdictions de 1685 sont accordées par Louis XV, mais il faut attendre l'édit de Versailles de 1787 pour que la liberté du culte protestant soit acceptée par Louis XVI. La déclaration des droits de l'homme et du citoyen de 1789 fait de la liberté de culte un droit.
Le culte réformé est célébré dans une maison privée à partir de 1779. La construction d'un nouveau temple commence en 1792 mais les troubles de la Révolution entraînent l'arrêt des travaux. Le culte se poursuit donc dans l'ancienne salle du jeu de paume de l'actuelle rue Alsace-Lorraine pendant les trois décennies suivantes (bâtiment détruit au XXe siècle).

### Le temple actuel

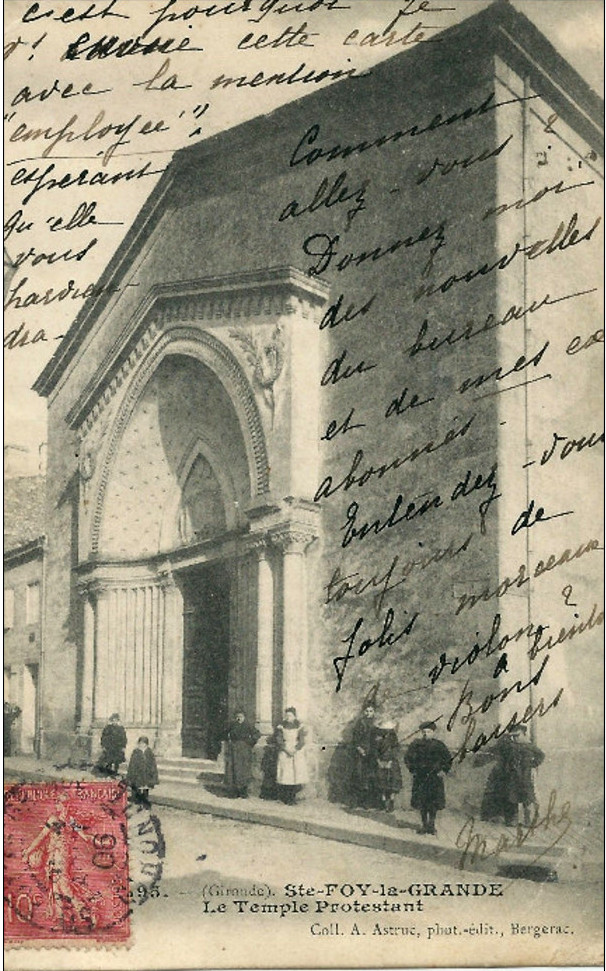
Le temple sur une carte postale ancienne.

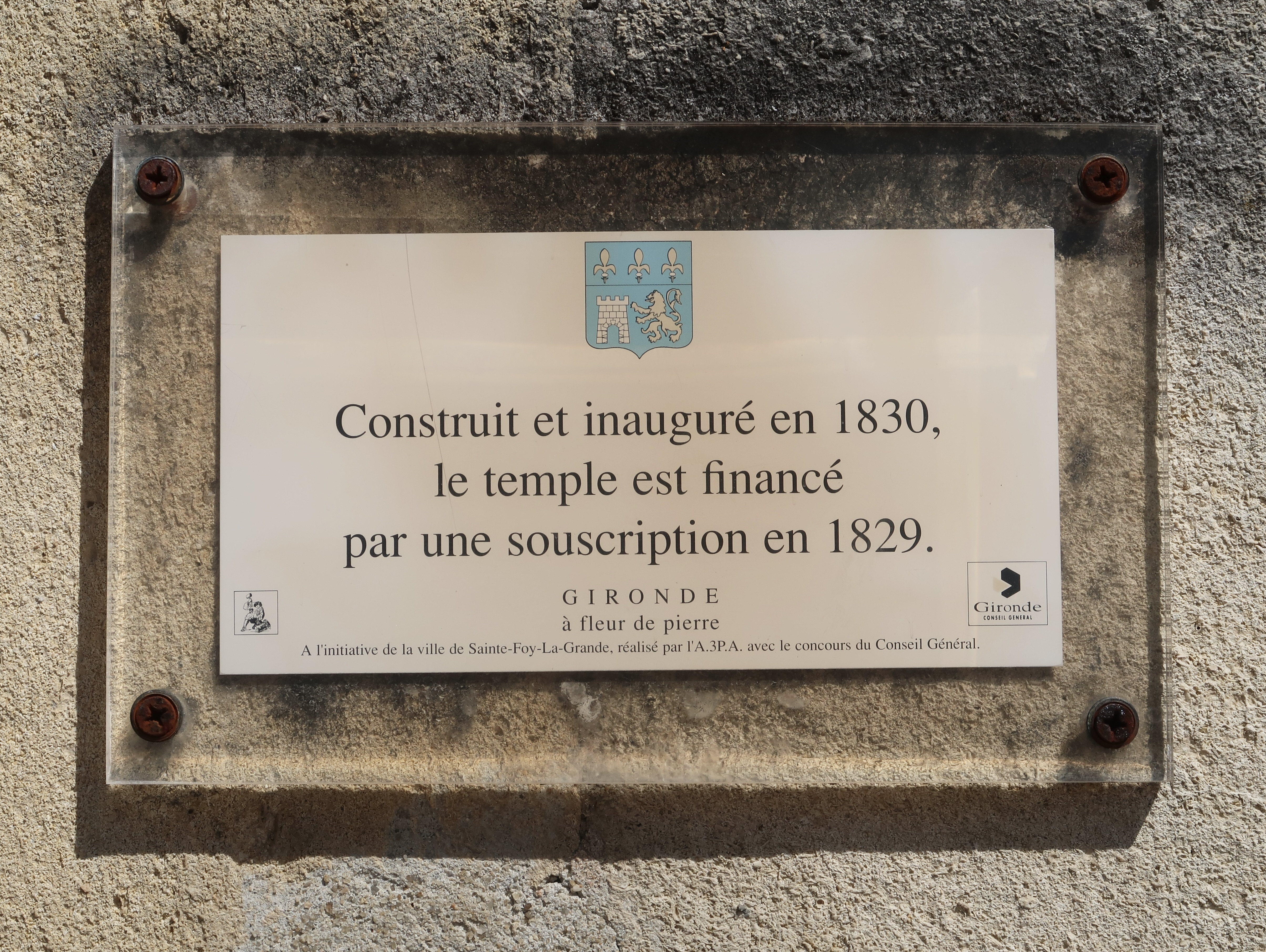
Plaque historique sur la façade.

En juillet 1824, les travaux du temple reprennent, suivant les plans de l'architecte Armand Corcelles. En vertu des Articles organiques napoléoniens, l’État et la commune en payent une partie. La dédicace a lieu le 5 juillet 1829. 20 pasteurs de la région participent au culte. Le nouveau temple, dans son premier état, se distingue par une large voûte et un éclairage zénithal, que l'architecte avait déjà utilisé pour la construction de la grande synagogue de Bordeaux (1812).
En 1824 ouvre à Sainte-Foy un collège protestant ; il fermera en 1882.
Le manque de place et la mauvaise étanchéité des lanternes conduisent à une rénovation de grande ampleur. Ces travaux sont dirigés par l'architecte protestant Jules Roberti. Sa première intervention, en 1850, donne lieu à l'élargissement de la tribune de l'orgue, afin accueillir les nombreux élèves de l'institution protestante de la cité, et la rénovation de la chaire. Le problème de l'humidité et du faible éclairage rendent cependant nécessaires des travaux de plus vaste ampleur. De 1855 à 1860, l'intérieur du temple est totalement remodelé : des fenêtres sont ouvertes, la voûte est repensée, des tribunes latérales sont aménagées et les bancs presque entièrement refaits. Le très néoclassique temple foyen se transforme en bâtiment néo-gothique, peint en vert-de-gris et or. Ces travaux coûtant très cher (plus de 25 000 francs), on intervient très peu sur la sobre décoration extérieure avant 1870, date à laquelle le portail de l'édifice est retravaillé : on y ajoute des colonnes doriques et un décor sculpté, des feuilles de palmiers et une Bible ouverte sur laquelle est écrit « Dieu est amour » (1 Jean 4:16). Les palmiers entrelacés reprennent le motif de la voûte centrale.
En 1910, la fraction évangélique de l'ancienne Église concordataire est exclue du temple (son « petit temple » est inauguré en 1912). Il faut attendre l'après Seconde Guerre mondiale pour que les protestants de la cité soient de nouveau réunis dans ce bâtiment. Avant la guerre, il existait en effet trois courants protestants à Sainte-Foy-la-Grande : les libéraux du « Grand temple », les évangéliques (ou « Henriquet ») de la chapelle du boulevard Gratiolet, et les orthodoxes (ou réformés évangéliques) du « Petit temple » de l'avenue Paul-Bert. La fusion de l'Église réformée évangélique et de l'Église évangélique libre en 1938, affiliées à l'Union des églises réformées de France, au sein de l'Église réformée de France, à l'instar des libéraux, constitue un premier pas dans le rapprochement inter-protestants.
Au XXe siècle, les migrations successives ont amoindri le poids des protestants dans la région mais leur présence perdure.

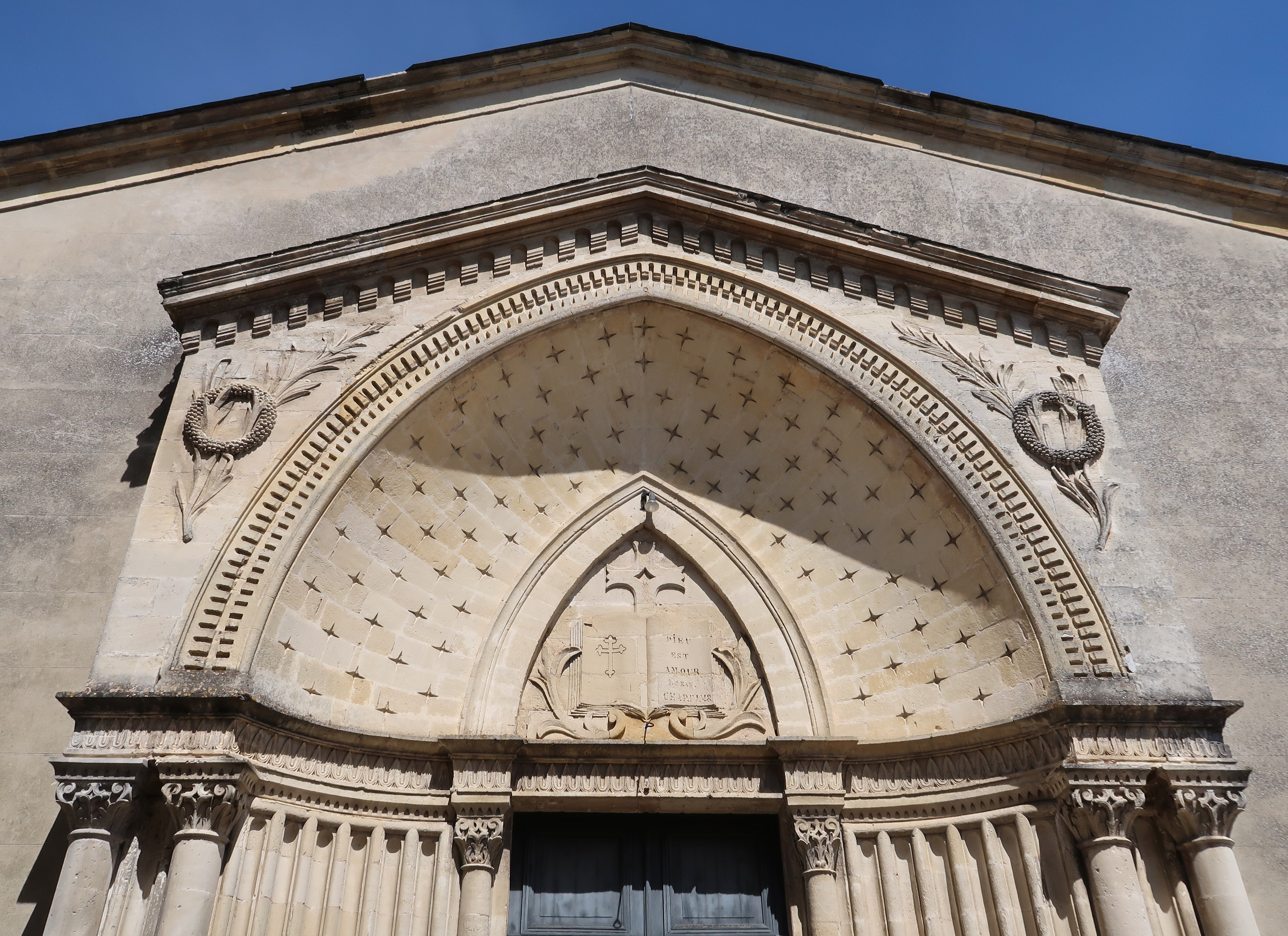
Détail du porche.
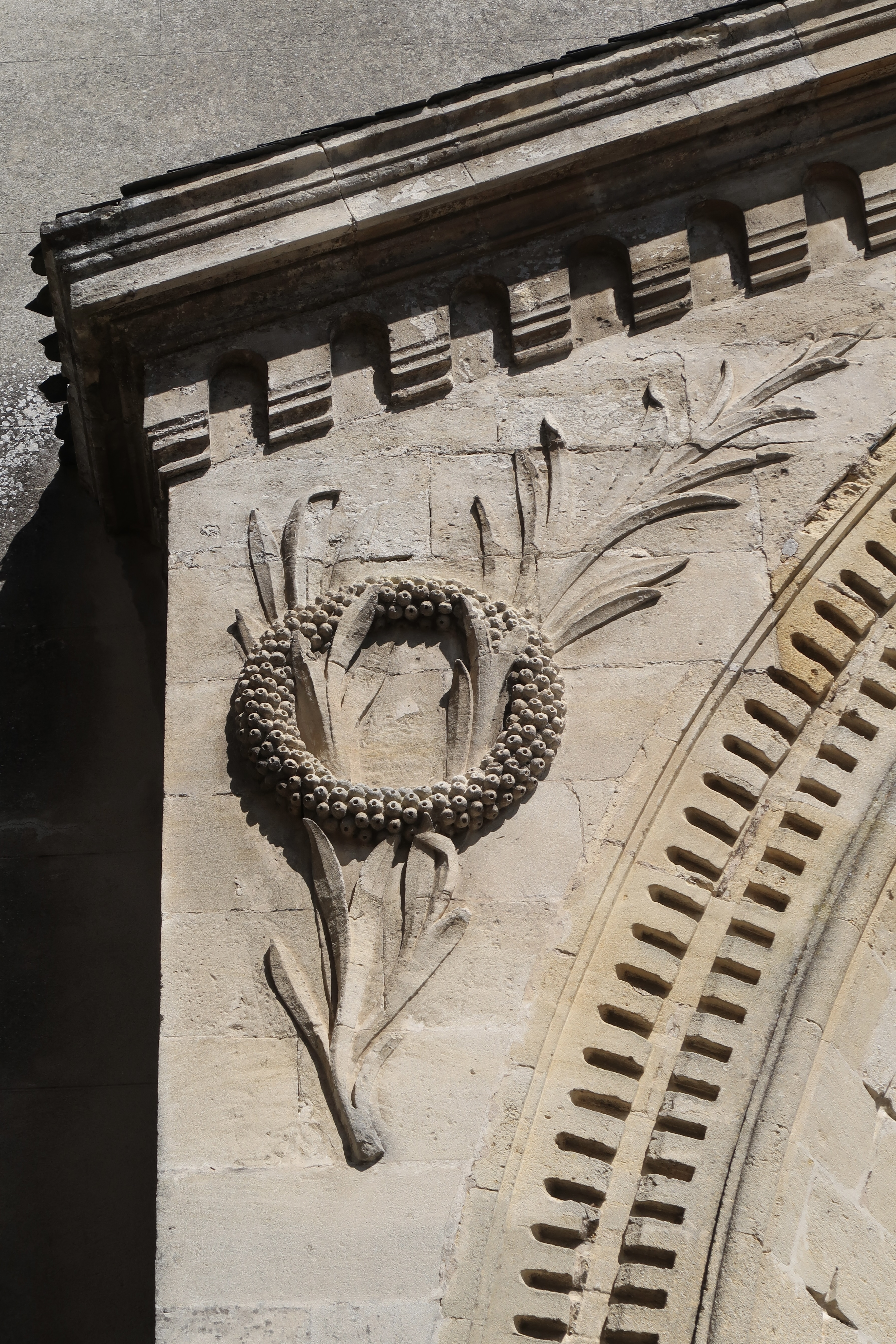
Détail.
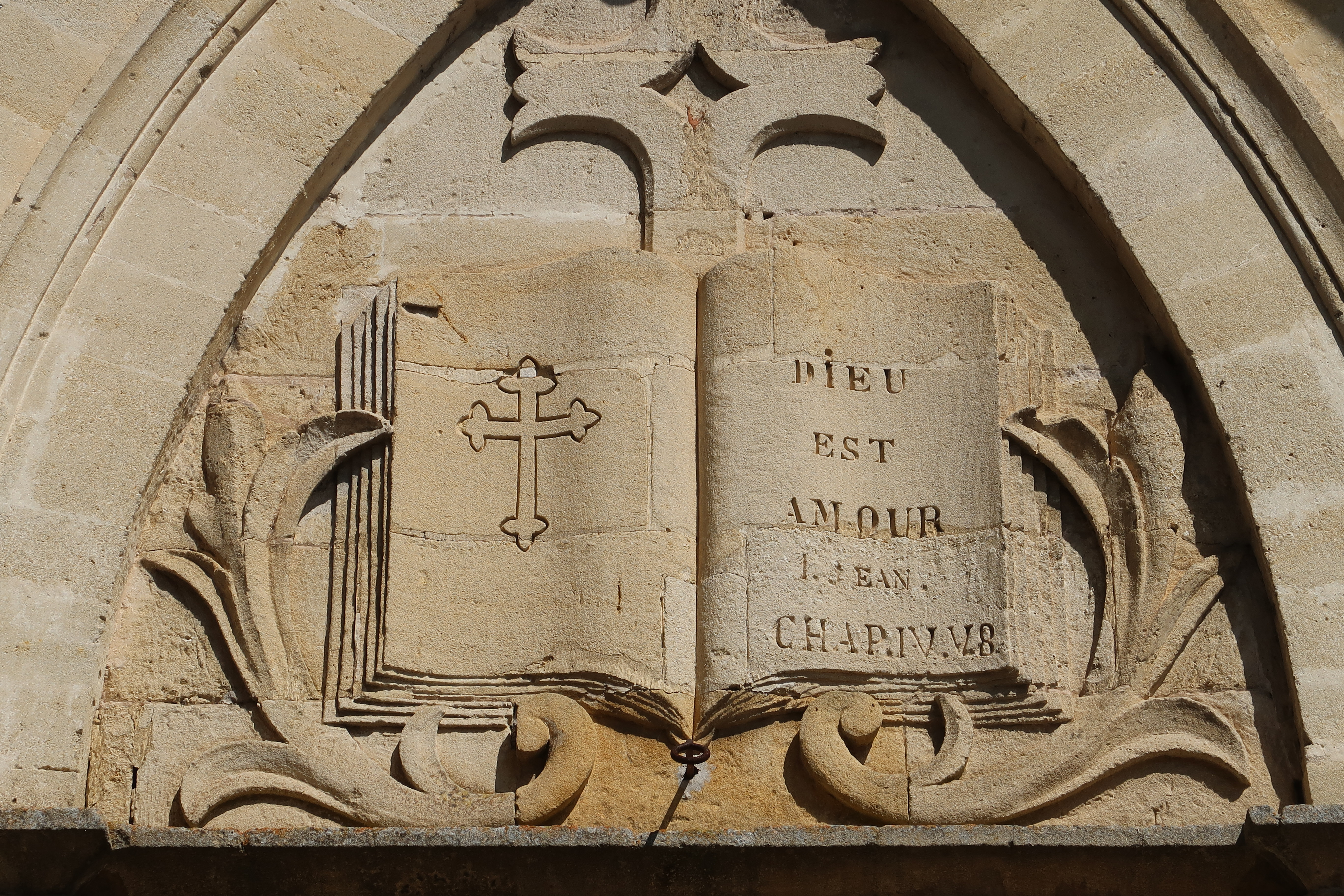
La Bible sculptée.
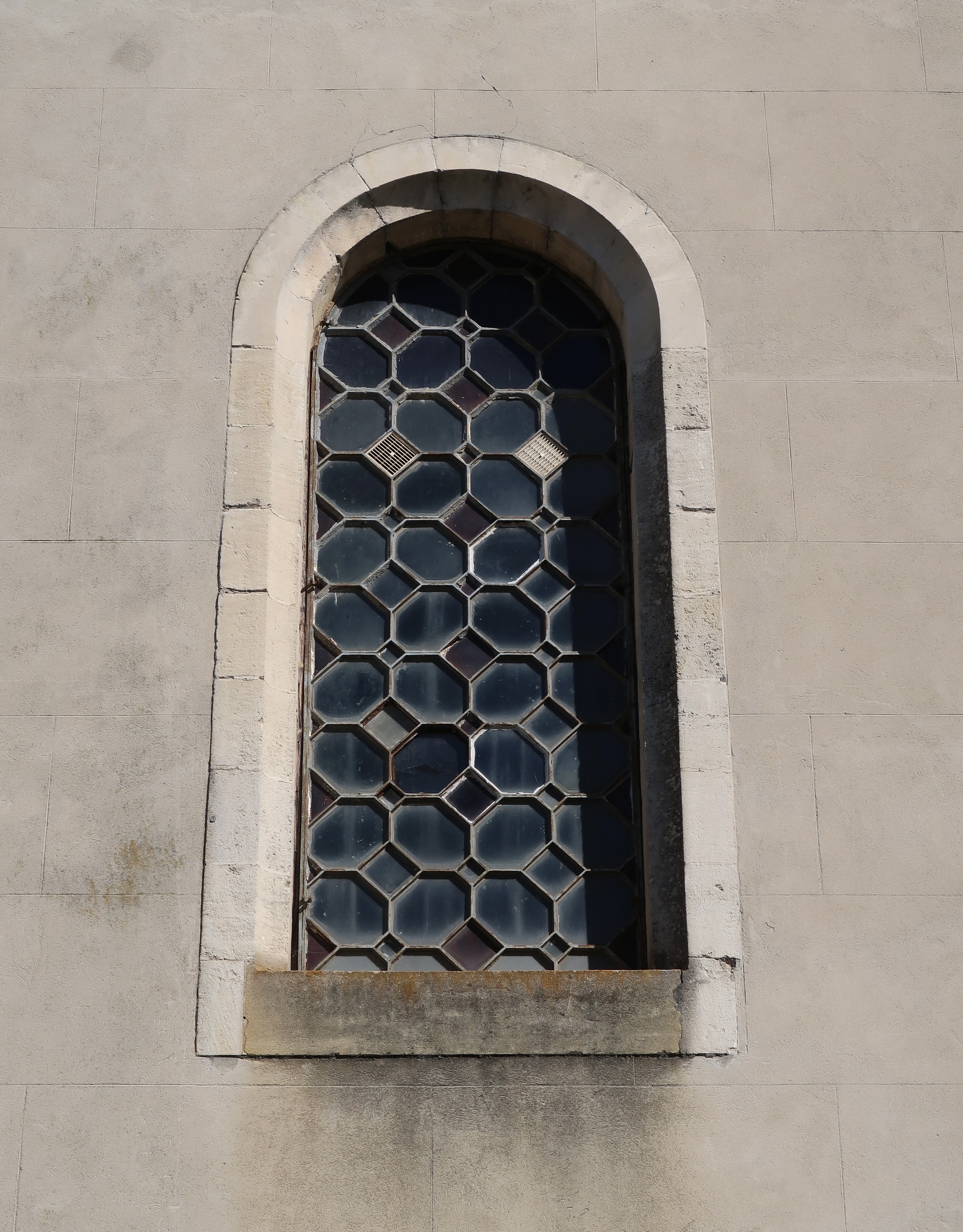
Vitrail.

## Orgue
Un instrument alsacien de la maison Stiehr et Mockers est installé en 1842. L'orgue est rénové en 1995 par le facteur d'orgues gersois Patrice Bellet. Il est inauguré par Francis Chapelet en 1998.

## Presbytère et associations

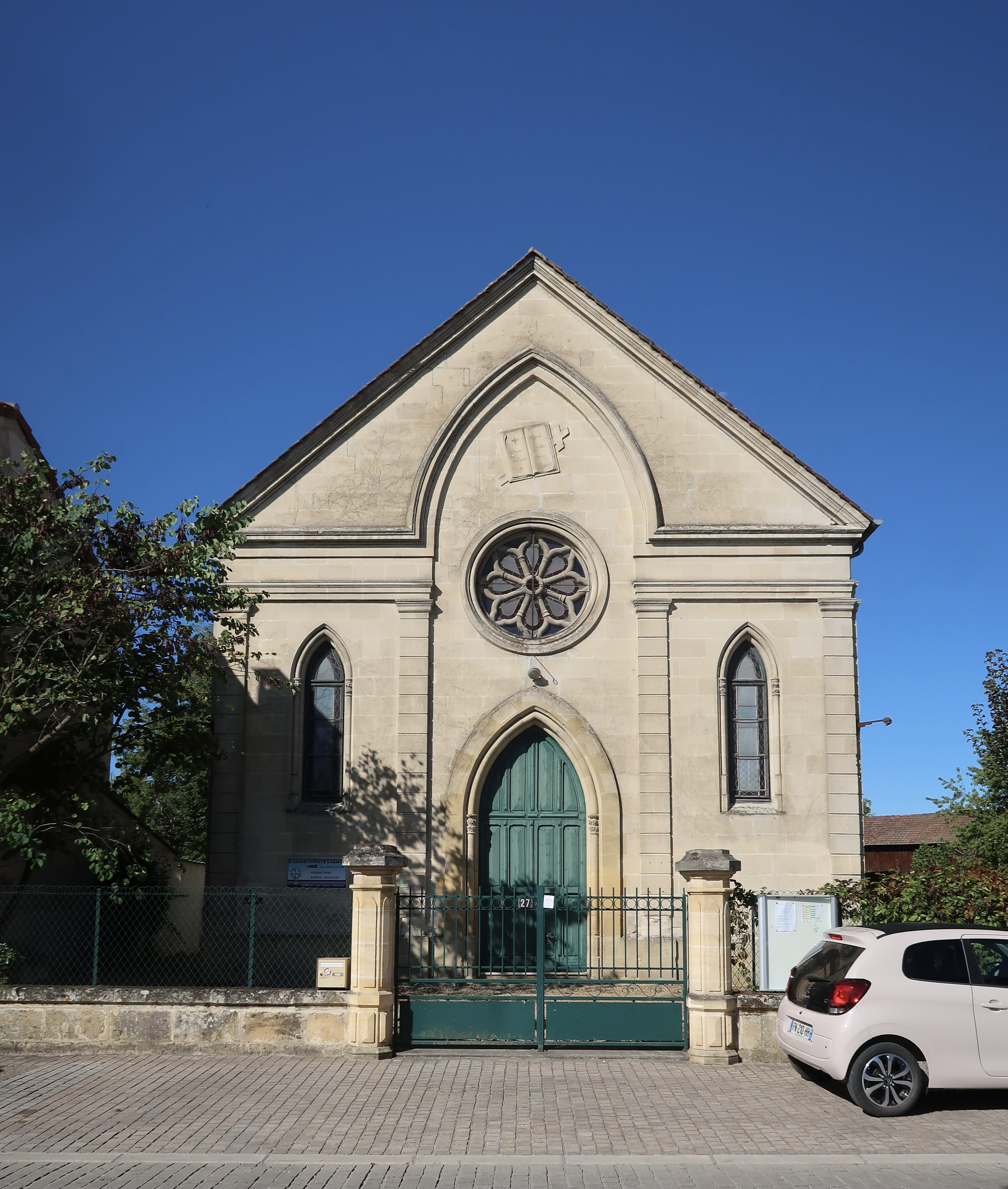
L'espace Gratiolet.

La communauté protestante a son presbytère dans l'ancienne chapelle du 27 boulevard Gratiolet,
Fondée en 1994, la Société de l'Histoire du Protestantisme dans la Vallée de la Dordogne (SHPVD) a d'abord son siège dans l'annexe du Grand temple, 6 rue de Chanzy puis dans des locaux appartenant à la Fondation John Bost, 3 avenue du Maréchal-Foch, dans la commune voisine de Pineuilh.
Il existe aussi une Association des Amis de l'Église et du Temple de Sainte-Foy-la-Grande, dont l'objectif est la restauration et la sauvegarde de l'église Notre-Dame et du temple protestant de la commune.